# Lispe bengalensis
Lispe bengalensis este o specie de muște din genul Lispe, familia Muscidae. A fost descrisă pentru prima dată de Robineau-desvoidy în anul 1830. Conform Catalogue of Life specia Lispe bengalensis nu are subspecii cunoscute.